# Proceso Alcala

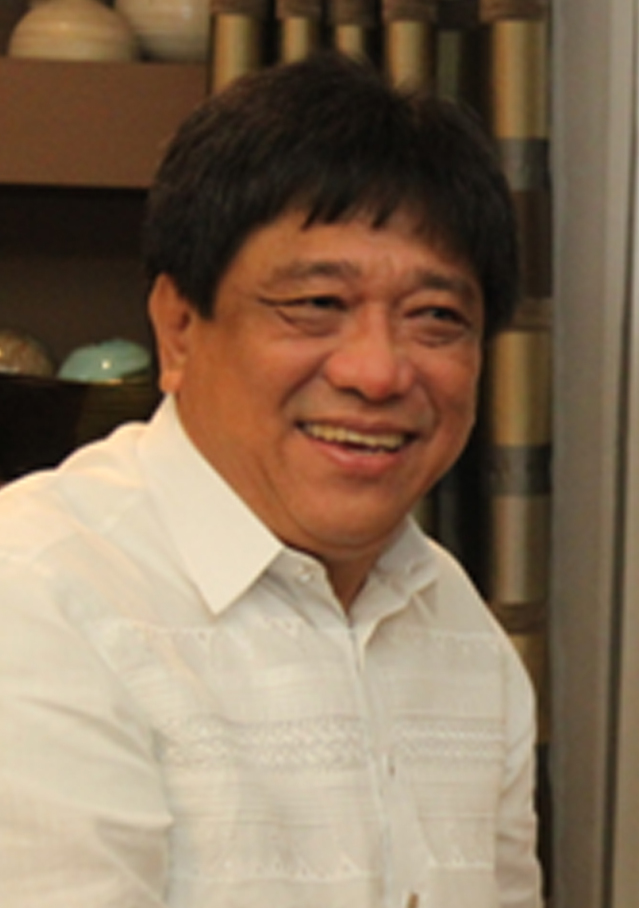
Proceso Alcala, 2014

Proceso Jarasa Alcala (* 2. Juli 1955 in Lucena City) ist ein philippinischer Politiker.

## Biografie
Alcala wurde 2004 erstmals als Kandidat der Liberalen Partei zum Mitglied des Repräsentantenhauses und vertrat dort bis 2010 die Interessen des 2. Wahlbezirks der Provinz Quezon. Während seiner Abgeordnetentätigkeit war er Vizevorsitzender des Ausschusses für Landwirtschaft, Ernährung und Fischerei sowie Mitglied mehrerer weiterer Ausschüsse.
Nach der Wahl 2010 wurde er am 30. Juni 2010 von Präsident Benigno Aquino III. zum Landwirtschaftsminister (Secretary of Agriculture) in dessen Kabinett berufen.